# Sorbus multicrenata
Sorbus multicrenata är en rosväxtart som beskrevs av Joseph Friedrich Nicolaus Bornmüller, Düll. Sorbus multicrenata ingår i släktet oxlar, och familjen rosväxter. IUCN kategoriserar arten globalt som starkt hotad. Inga underarter finns listade i Catalogue of Life.